# يوناس كوخ
يوناس كوخ (بالألمانية: Jonas Koch)‏ هو دراج ألماني، ولد في 25 يونيو 1993 في شفايبيش هال في ألمانيا.

## وصلات خارجية
- يوناس كوخ على موقع الاتحاد الدولي للدراجات (الإنجليزية)
- يوناس كوخ على موقع أرشيف الدراجات (الإنجليزية)
- يوناس كوخ على موقع إحصائيات الدراجات الإحترافية (الإنجليزية)
- يوناس كوخ على موقع نسبة الدراجات (الإنجليزية)
- يوناس كوخ على موقع CycleBase (الإنجليزية)